# Kenya világörökségi helyszínei
Kenya területéről eddig nyolc helyszín került fel a világörökségi listára, huszonegy helyszín a javaslati listán várakozik a felvételre.
| | Mount Kenya Nemzeti Park |
| 1997, kiterjesztés: 2013 |                          |
| Természeti (VII)(IX) |                          |
| Védett terület: 202 334 ha, puffer zóna: 69 339 ha, hivatkozás: 800 |                          |
| A Mount Kenya Nemzeti Park, Afrika legváltozatosabb nemzeti parkja a Mount Kenya (Kenya-hegy) 5199 méter magasra emelkedő kettős hegycsúcsát és a környező hegyet foglalja magába. A Mount Kenya az ország legmagasabb, egyben a kontinens második legmagasabb hegycsúcsa. A hegy egykor vulkán volt, körülbelül 3 millió évvel ezelőtt lehetett aktív, ekkor magassága feltehetőleg elérte a 6500 métert. A hegy oldalán változatos növényzónák alakultak ki, 2000 méteres magasságig nedves lombhullató erdők, 2500 méter körül bambuszerdők, 3500 méteren felül nyílt füves térségek, majd ezt 4300 méterig hangafüves puszták és cserjék váltják fel. Fölötte a hegy csúcsáig gleccserek, tavak és sziklák terülnek el növényzet nélkül. A hegyen kialakult 12 gleccser egyre gyorsabb ütemben húzódik vissza. Az alacsonyabban fekvő területek jellegzetes emlősállatai az óriásdisznó, az elefánt, a keskenyszájú orrszarvú, a leopárd, a kafferbivaly, valamint a kelet-afrikai szirtiborz. Jelentős a madárpopuláció is, a különböző zónákban eddig megközelítőleg 150 fajt azonosítottak. A hegyet a környező népek szentnek tartják, és fontos színhelye vallási szertartásaiknak. |                          |

| | Turkana-tó Nemzeti Park |
| 1997, kiterjesztés: 2001 |                         |
| Veszélyeztetett világörökségi helyszínek listájára került: 2018 |                         |
| Természeti (VIII)(X) |                         |
| Védett terület:161 485 ha, hivatkozás: 801 |                         |
| A Turkana-tó Nemzeti Park Kenya északnyugati részén a szudáni és az etiópiai határ közelében helyezkedik el. A tavat jobbára félsivatagos fennsík övezi, amelynek szélén vulkánok emelkednek. A helyszín három nemzeti park összessége, ezek Sibiloi, a Central Island és a South Island nemzeti parkok. A Sibiloi Nemzeti Park 1500 négyzetkilométer kiterjedésű, oroszlánok, zebrák, antilopok, gazellák, valamint gázló- és vándormadarak élőhelye. A park területén egy körülbelül hétmillió éves megkövesedett erdő maradványait is feltárták. A tó Afrika legsósabb tava, a közepén emelkedik az 5 négyzetkilométeres vulkanikus szikla, a Central Island, ami vízimadarak kedvelt fészkelőhelye. A tőle délre elterülő South Island Nemzeti Park jelentős víziló-populációjáról nevezetes. A tó partján, Koobi Fora térségében jelentős régészeti leleteket tártak fel az ember korai fejlődésének korából, köztük Australopithecus, Homo habilis, Homo erectus és Homo sapiens maradványokat. A tó körzetében megközelítőleg 350 madárfajt figyeltek meg, köztük flamingó kolóniákat. Egy Etiópiában tervezett gát veszélyezteti a térség ökológiai egyensúlyát, ezért a helyszín felkerült a veszélyeztetett világörökségi helyszínek listájára |                         |

| | Lamu óvárosa |
| 2001 |              |
| Kulturális (II)(IV)(VI) |              |
| Védett terület: 15,6 ha, puffer zóna: 1 200 ha, hivatkozás: 1055 |              |
| Lamu óvárosa Kelet-Afrika legrégebbi és legjobb állapotban megőrzött szuahéli települése. Az észak-kenyai partvidéken az Indiai-óceán azonos nevű szigetén elhelyezkedő város már a 12. században lakott volt. arab kereskedők és a helyi bantu lakosság közösen egy sajátos kultúrát hozott létre és a település az egyik legfontosabb szuahéli központtá vált. A 16. század elején a portugálok érdekkörébe került, a 19. század elejétől pedig az európai, valamint perzsa és indiai hatások érvényesültek, amelyeket egyedi szuahéli technikák tettek egységes kultúrává. Ezek a hatások felismerhetőek a ma is látható óvárosban. A település szerkezetére a formai egyszerűség jellemző, épületei korallkőből és mangrove fából készültek. A fehérre meszelt többszintes házak és a szűk sikátorok még 1830 előtt épültek. A házakat látványos udvarokkal, tornácokkal díszítették, a bejárati ajtókat látványos faragásokkal emelték ki. Lakói ma is fafaragó művészetükről és kosárfonással előállított termékeikről ismertek. Lamu a 19. század óta muszlim vallási fesztiválok színhelye is, valamint fontos kutatóközpontja a szuahéli kultúrának. |              |

| | A szent Mijikenda Kaya erdőség |
| 2008 |                                |
| Kulturális (III)(V)(VI) |                                |
| Védett terület: 1 538 ha, hivatkozás: 1231 |                                |
| A világörökségi helyszínhez tartozó tizenegy erdős terület a kenyai partvidék egy 200 kilométeres szakaszán helyezkedik el. A „kaya” nevezetű falvakat, a mijikendák megerősített településeit erdei tisztásokon létesítették. Egy tipikus kayát kör alakú cölöpkerítéssel vettek körül, a házakat a kerítés mellé építették a település közepén pedig vagy egy liget, vagy egy morónak nevezett zsúptetős épület állt. Az első kayákat a 16. században építették és a 20. század elejétől kezdtek elnéptelenedni. A tisztást, ahol a kayák álltak több, jól látható ösvényen közelítették meg. Ezek az erdős területek szorosan összekapcsolódnak a mijikendák spirituális világával, itt állították fel őseik szentélyét és ide temették halottaikat is. Évszázadokon át próbálták megóvni, kerültek mindenféle emberi beavatkozást, tiltották a fák kivágását, védték a helyi növény- és állatvilágot. Az erdők 30 és 300 hektár közötti területet borítanak, és egyedülálló bioszférával rendelkeznek sok endemikus kenyai növényfajjal. A helyszín szinte az utolsó maradványa az egykori nagy kiterjedésű partvidéki erdőségeknek. |                                |

| | Fort Jesus |
| 2011 |            |
| Kulturális (II)(V) |            |
| Védett terület: 2,36 ha, puffer zóna: 31 ha, hivatkozás: 1295 |            |
| A Fort Jesus erődöt Giovanni Battista Cairati tervei alapján építettek 1593 és 1596 között Mombasában. Az építmény egyike a portugál hadi építészet legjelentősebb és legjobb állapotban megőrzött emlékeinek. Az erőd a hozzá tartozó várárokkal együtt több mint két hektáron terül el. A hely egy évszázadon keresztül állt portugál fennhatóság alatt, ez az időszak volt az első sikeres kísérlet arra, hogy nyugati ellenőrzés alá vonják az Indiai-óceánon folytatott kereskedelmet. Az erőd méretével, hangsúlyos falaival, öt bástyájával a reneszánsz hadi építészet elvei alapján készült. A portugál uralom után többször is elfoglalták, arab és angol fennhatóság alatt is állt. Az évszázadok során többször is átépítették, ennek ellenére csaknem teljesen megőrizte eredeti szerkezetét. Az átalakítások után napjainkban afrikai, arab, perzsa, török és európai hatások ismerhetők fel rajta. Az épületet 1958-ban védelem alá helyezték, jelenleg múzeum. |            |

| | A Nagy Hasadékvölgy tórendszere |
| 2011 |                                 |
| Természeti (VII)(IX)(X) |                                 |
| Védett terület: 32 034 ha, puffer zóna: 3 581 ha, hivatkozás: 1060 |                                 |
| A Nagy hasadékvölgy tórendszere három egymással kapcsolatban lévő viszonylag sekély tóból, a Bogoria, a Nakuru és az Elementaita tóból, valamint vízesésekből, gejzírekből, hőforrásokból, mocsarakból, erdőkből és szavannás területekből áll. A viszonylag kicsi, 32 ezer hektáros védett terület Föld egyik legváltozatosabb madárpopulációjának ad otthont, köztük tizenhárom globálisan veszélyeztetett fajnak. Itt található a nagy fehér pelikán egyik legfontosabb költőhelye, valamint megközelítőleg 4 millió flamingó táplálékát biztosítja. A tórendszernél, amely az Afrika-Eurázsia madárvonulás útvonalán fekszik összesen több mint százfajta vándormadár talál ideiglenesen táplálékot és pihenőhelyet. Az emlősök közül a keskenyszájú orrszarvú, a Rothschild-zsiráf, az oroszlán, az afrikai vadkutya és a gepárd is megtalálható itt. A természetvédelmi terület megfelelő védelmet élvez, megóvására hosszú távú tervet dolgoztak ki, amelynek legfontosabb feladatai közé tartozik a talajvíz és az erdős területrészek megóvása, valamint a szennyező anyagok minimálisra való csökkentése. |                                 |

| | Thimlich Ohinga régészeti helyszín |
| 2018 |                                    |
| Kulturális (III)(IV)(V) |                                    |
| Védett terület: 21 ha, puffer zóna: 33 ha, hivatkozás: 1450 |                                    |
| A Viktória-tó közelében található Thimlich Ohinga régészeti lelőhelye a 16. századtól a 20. század közepéig létező állattenyésztő közösségek egyik települése volt. A kőfallal megerősített településen az állattartáson kívül kézműves tevékenységeket is folytattak. Thimlich Ohinga az ilyen jellegű lakóközösségek legnagyobb és legjobb állapotban megmaradt példája. A masszív kőfallal körbevett terület legfontosabb funkciója az volt, hogy az itt élők biztonságban legyenek állataikkal együtt, emellett a közösség fontos összetartó ereje is volt. A települést védő falakat különböző méretű, kötőanyag nélkül egymásra helyezett kövekből rakták, magasságuk 1,5 és 4,5 méter között váltakozik, átlagos vastagságuk körülbelül 1 méter. A világörökségi helyszín a falakból, a vízgazdálkodási eszközökből, a belső és külső állatkarámokból, az ipari tevékenységek helyszíneiből és a házak maradványaiból áll. |                                    |

| | Gedi történelmi városa és régészeti helyszíne |
| 2024 |                                               |
| Kulturális (II)(III)(IV) |                                               |
| Védett terület: 20,81 ha, puffer zóna: 22,61 ha, hivatkozás: 1720 |                                               |
| A megmaradt tengerparti erdővel körülvett, a parttól távolabb fekvő elhagyott város Gedi a 10. és 17. század között a kelet-afrikai partok egyik legfontosabb szuahéli települése volt. Ebben az időszakban a kereskedelmi és kulturális cserekapcsolatok összetett és nemzetközi hálózatának része volt, ami az Indiai-óceán térségében az afrikai tengerparti központokat kötötte össze Perzsiával és más területekkel. A jelentős település szerkezete a falak, a lakóépületek, a vallási és középületek, valamint egy bonyolult vízgazdálkodási rendszer maradványai segítségével jól azonosítható. Építészete, tervezése és kialakítása jellegzetesen szuahéli, hagyományos anyagok mint például a döngölt agyag, korall és fa felhasználásával. |                                               |